# Fantasia in sol maggiore
La Fantasia in sol maggiore, BWV 572, nota anche come Piece d'orgue à 5, è un brano organistico scritto da Johann Sebastian Bach presumibilmente nei primi anni di Weimar (entro il 1712). Essa è divisa in tre sezioni: Très vitement, Grave, Lentement.
L’organista Fernando Germani riporta che questa grandiosa «Fantasia» a cinque voci, s'inizia con una brillantissima cadenza introduttiva per sole tastiere, preludiante la parte più elaborata. Si tratta di un tema in sol maggiore e in 12/8, inizialmente presentato quattro volte. «L'entrata di una sola nota di pedale — scrive lo stesso concertista — dopo due pagine di passaggi di bravura, è di effetto grandioso che aumenta ancora quando ad essa si aggiungono, in accordi, le altre quattro parti».

## Très vitement
La sezione iniziale, a una sola voce e apparentemente assai affine a un assolo per strumento orchestrale, è di stile libero e toccatistico, prevalentemente basata su figurazioni arpeggiate; le armonie sono fresche e non si discostano mai particolarmente rispetto alla tonalità di riferimento di sol maggiore.

## Grave
Ad un "exordium" estremamente vivace e sbarazzino fa seguito il "corpus" principale del brano. Il Grave è una estesa pagina di polifonia a 5 voci, dall'andamento severo e solenne, che ricorda molto da vicino, sia per il materiale tematico, sia per la sua stessa struttura, i movimenti di "plein jeu" (organo pleno) delle messe francesi sei-settecentesche. In questo movimento centrale Bach esplora il tema in tutte le permutazioni contrappuntistiche possibili; dalla tonalità iniziale di sol maggiore il brano modula gradualmente in tonalità sempre più lontane, terminando con una tragica cadenza sospesa.

## Lentement
Questa terza sezione è nuovamente di carattere virtuosistico (in essa si susseguono, infatti, sestine dei trentaduesimi). È una pagina ricca di cromatismi, che ad un primo ascolto può lasciare sconcertato l'ascoltatore impreparato. La battuta iniziale riprende l'accordo che chiudeva il "grave", spezzandolo in arpeggio. Il brano si dipana per arpeggi modulanti, sotto i quali il pedale esegue una scala cromatica. Dopo una serie di battute interamente giocate su di un pedale di dominante, la Fantasia giunge ad una serena e potente conclusione nella tonalità di riferimento.

## Fonti d'ispirazione
Nonostante Bach non abbia mai messo piede fuori dalla Germania, questo brano è idealmente dedicato al tipico organo barocco francese. Come detto, infatti, il movimento centrale ricorda un "plein jeu à la française" ed il materiale tematico su cui è sviluppato risente fortemente dell'influsso delle due Messe ("Pièces d'orgue") di F. Couperin. Vi è anche un dettaglio pratico indice di ciò: la presenza, proprio nel secondo movimento, di una nota particolarmente grave (Si -1) ricorrente negli strumenti francesi del XVII-XVIII secolo, ma (quasi) del tutto assente negli strumenti tedeschi coevi.

## Possibili interpretazioni teologiche
Vi è chi sostiene che il brano rappresenti, simbolicamente, la divina trinità: in questo caso ciascun movimento corrisponderebbe a un elemento di essa. In realtà questa interpretazione non è del tutto convincente: è più probabile che un ancor giovane Bach volesse semplicemente sperimentare una nuova e bizzarra struttura musicale.